# Alfa Romeo Arese
Alfa Romeo Arese var Alfa Romeos huvudfabrik från och med 1963 och hade tillverkning fram till 2005. Den var under en period Alfas största tillverkningsanläggning.
Arese-anläggningen tillkom bredvid ursprungsfabriken i Portello i Milano där bilarna tillverkats från 1910. Anläggningen uppfördes 1960-1963. Alfa Romeo flyttade under 1960-talet över sin tillverkning och utveckling till Arese och 1986 lades Portelloanläggningen ner helt. Samma år blev Alfa en del av Fiat och Arese kom efterhand att tappa alltmer av sina funktioner till andra delar av koncernen. 2005 lades tillverkningen ner helt då den sista V6-motorn tillverkades i Arese. Fram till 2009 fanns här Alfa Romeo Centro Stile men även detta har flyttats till Turin. Idag står merparten av byggnaderna tomma och förväntas bli en del av ett stadsomvandlingsprojekt.